# Nitrophila occidentalis
Nitrophila occidentalis là loài thực vật có hoa thuộc họ Dền. Loài này được (Moq.) S. Watson mô tả khoa học đầu tiên năm 1871.